# Глаголев, Геннадий Владимирович
Геннадий Владимирович Глаголев (29 сентября 1947, Старые Дороги, Белорусская ССР — 17 октября 2005, Санкт-Петербург, РФ) — советский и российский киноактёр, кинорежиссёр и сценарист.

## Биография
Учился на режиссёрском факультете Киевского государственного института театрального искусства им. И. К. Карпенко-Карого (окончил в 1978 году). В период учёбы снимал документальные фильмы.
После окончания института был принят в Союз кинематографистов СССР.
В 1978—1991 годах работал на Одесской киностудии кинорежиссёром. Снял такие фильмы, как «Крупный разговор», «Разбег», «Размах крыльев», «Ожог».
В 1992 году переехал в город Санкт-Петербург, где работал на киностудиях «Ленфильм» и «Ладога» режиссёром и сценаристом. Кроме того, сыграл в нескольких фильмах, а в телесериале «Конь белый» он сыграл роль Николая II. Помимо киносценариев («Гиблое место», «Кто украл имя — не украл ничего», «Отель „Славянский базар“») написал пьесу «Атас!».
Умер в 2005 году, похоронен на Красненьком кладбище Петербурга.

## Награды и звания
- «Крупный разговор»: диплом жюри XIV Всесоюзного кинофестиваля (Вильнюс, 1981) — за режиссуру и разработку образа современника[7]; несколько наград (в том числе главный приз) кинофестиваля «Человек труда на экране» (Жданов)[7], выдвижение на Государственную премию[7].
- «Ожог»: приз Международного кинофестиваля в г. Хоф (ФРГ, 1989)[7].

## Фильмография

### Игровые
1. 1977 — «Сын» (Одесская киностудия, коротком.) — автор сценария и режиссёр
2. 1980 — «Крупный разговор» (Одесская киностудия) — режиссёр-постановщик
3. 1982 — «Разбег» (Одесская киностудия) — режиссёр-постановщик
4. 1986 — «Размах крыльев» (Одесская киностудия) — режиссёр-постановщик
5. 1988 — «Ожог» (Одесская киностудия) — режиссёр-постановщик
6. 1991 — «Огненный ангел» (по мотивам романа В.Брюсова; по заказу кинокомпании «ДОМ» (ФРГ) — автор сценария
7. 1992 — «Искупительная жертва» («Мосфильм», «Ленфильм» совместно с британской киноассоциацией «Новое время») — актёр (роль — Николай II)
8. 1992 — «Экстрасенс» (независимая студия «ФБ-33», Одесская киностудия) — соавтор сценария, режиссёр-постановщик и актёр
9. 1993 — «Воздушные приключения» («Арменфильм»/Франция) — актёр (роль — Николай II)
10. 1993 — «Конь белый» (сериал) («Лада-2» / «Ленфильм») — актёр (роль — Николай II)
11. 1994 — «Преемник» (Голливуд США — Япония) — актёр (роль — Николай II)
12. 1995—1996 — «Правительственный банкет» — режиссёр
13. 1996—1997 — «Бестия» («Ладога» киноассоциации «Ленфильм») — режиссёр-постановщик (фильм не окончен из-за прекращения финансирования)
14. 2002 — «Дамоклов меч» (сериал «Улицы разбитых фонарей») — режиссёр-постановщик
15. 2003 — «Удача по прозвищу „Пруха“» (сериал «Улицы разбитых фонарей») — режиссёр-постановщик

### Документальные
1. 1974 — «Лёд и пламень» — автор сценария и режиссёр
2. 1975 — «Пусть никогда не кончается май» — соавтор сценария и режиссёр
3. 1976 — «Морская соль» — автор сценария и режиссёр (по заказу Министерства обороны СССР, с прокатом в воинских частях)
4. 1976 — «Иррациональный элемент» — автор сценария
5. 1998 — «Два шага в Зазеркалье» — автор сценария и режиссёр
6. 1999 — «Формула совершенства» — автор сценария и режиссёр

## Телепередачи
1. 1997 — «Всякая всячина» (детская телевизионная энциклопедическая игра) — автор идеи и режиссёр-постановщик
2. 1998—2001 — «Международный клуб учёных» (телепередача на канале «Интернет-ТВ») — автор идеи и режиссёр программы
3. 1999—2001 — «Осознание знания» (еженедельная программа на «Интернет-ТВ») — автор, ведущий и режиссёр программы
4. 2000—2001 — «Религиозно-философские диалоги» (еженедельная программа на «Интернет-ТВ») — автор идеи и режиссёр программы
5. 2000—2001 — «Осознание знания» (еженедельная ТВ-программа для интеллектуалов на телеканале NBN (Санкт-Петербург) — режиссёр-постановщик